# Giorgia Gueglio
Giorgia Gueglio (née le 20 février 1973 à Sestri Levante) est une chanteuse italienne, voix du groupe de heavy metal Mastercastle.

## Biographie
Elle commence à chanter en 1994, portée par sa passion pour la musique, notamment le hard rock et le chanteur David Coverdale. Elle chante dans des groupes de rock et de hard rock. Elle chante pendant plusieurs années dans Progressiva, et en 2006, avec les deux guitaristes Pier Gonella et Michele Maffei elle crée l'EP Eyes of Thunder, aux "Anko studios" de Munich. Le projet reçoit le nom de "Renaband" et est rejoint plus tard par le bassiste Oliviero Rolando et le batteur Christian Parisi.
En 2007, elle rejoint le groupe gothique Artisluna avec Mattia Stancioiu, alors batteur de Labyrinth, également impliqué en tant que producteur.
La même année, elle est sollicitée pour sa collaboration par la maison de disques Danceland Records, pour laquelle elle enregistre le chant de 12 morceaux pop-dance sous le nom de scène de Lulù, publiés plus tard sur l'album "My name is Lulu".
En 2008, elle collabore à nouveau avec le guitariste Pier Gonella et le batteur Alessandro Bissa, avec lesquels elle fonde le groupe Mastercastle. Avec Mastercastle, elle enregistre l'album The Phoenix en avril 2009, l'album Last Desire en juin 2010 et l'album Dangerous Diamonds en novembre 2011 ; le tout publié par le label Lion Music.
En 2011, sa collaboration est également sollicitée par Necrodeath, avec lequel elle enregistre le chant sur la chanson Queen of Desire, publiée sur l'album The Age of Fear par la maison de disques Scarlet Records. En avril de la même année, elle participe, avec les autres membres de Mastercastle et de nombreux artistes internationaux dont Jennifer Batten, au projet Embrace The Sun, un double album produit par la maison de disques Lion Music avec un don de tous les bénéfices à la Croix rouge japonaise, à la suite du séisme de 2011 de la côte Pacifique du Tōhoku.
En 2014, Gueglio revient pour collaborer avec Necrodeath, enregistrant quelques parties vocales sur la chanson Greed, sur l'album The 7 Deadly Sins.
En 2015, elle participe au deuxième album d'Odyssea Storm, en tant qu'invitée sur la chanson Ice.